# 雪彦峰山県立自然公園

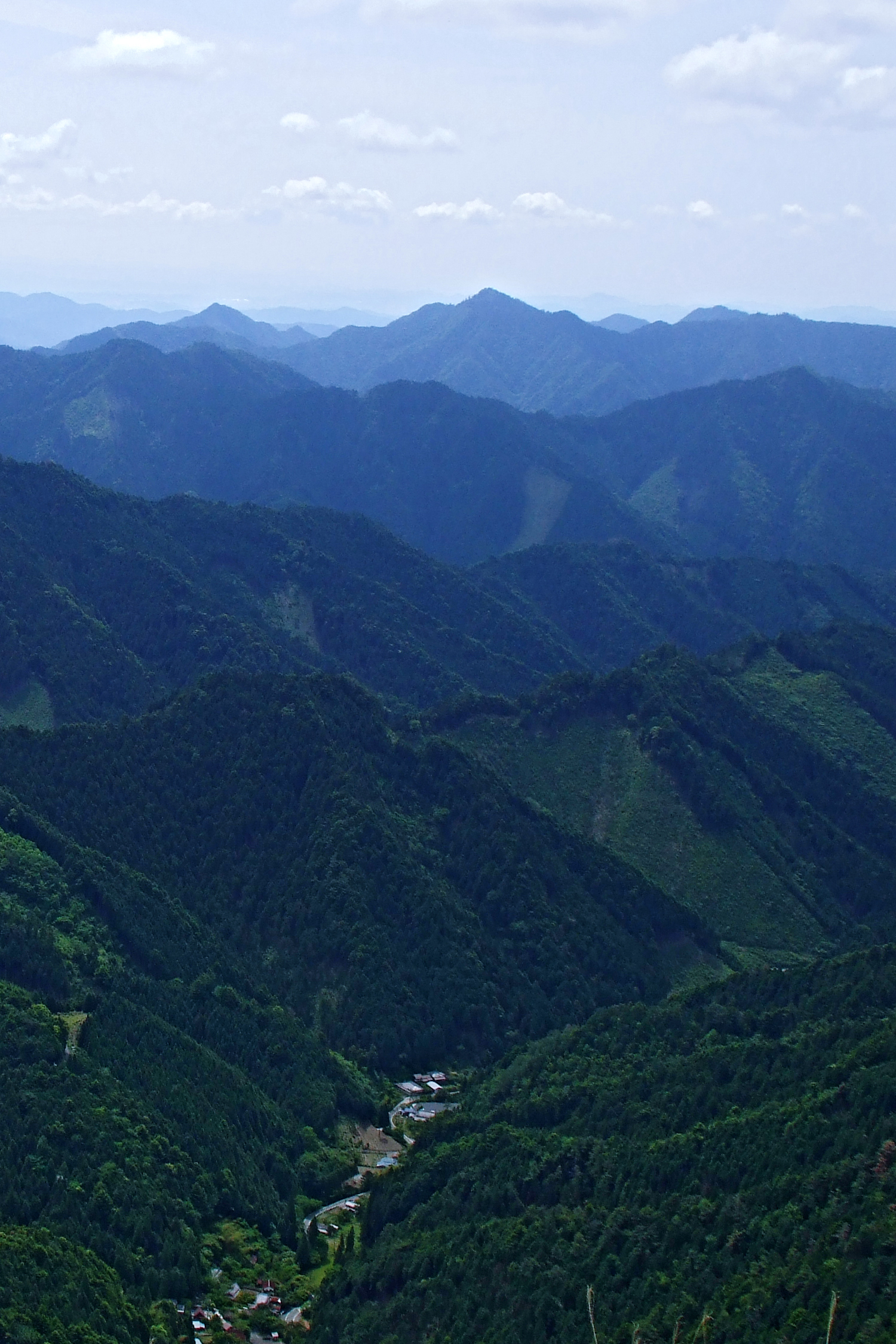
雪彦山からの眺望

雪彦峰山県立自然公園（せっぴこみねやまけんりつしぜんこうえん）は、兵庫県北播磨の山岳高原地帯にある自然公園。

## 概要
兵庫県のほぼ中央、播磨北部に位置する神河町、姫路市、宍粟市、朝来市にまたがる「播磨の屋根」と呼ばれる山岳高原地帯を公園域とする。面積は10,144ヘクタールで、その大半（9,776ヘクタール）が特別地域となっている。
公園内には山岳、高原、渓谷、森林や滝の景勝地が多数存在し、その中でも特に日本三彦山の一つ雪彦山とススキの大草原砥峰高原が広く知られる存在である。

## 名所

### 山岳
- 千町ヶ峰 - 標高 1,141メートル
- 段ヶ峰 - 標高 1,103メートル
- 暁晴山 - 標高 1,077メートル
- 平石山 - 標高 1,061メートル
- 夜鷹山 - 標高 1,056メートル
- 高星山 - 標高 1,016メートル
- 砥峰 - 標高 965メートル
- 雪彦山 - 標高 915メートルの岩山。日本三彦山の一つ。また日本有数の垂直の岩壁はロッククライミングの好適地として知られる。

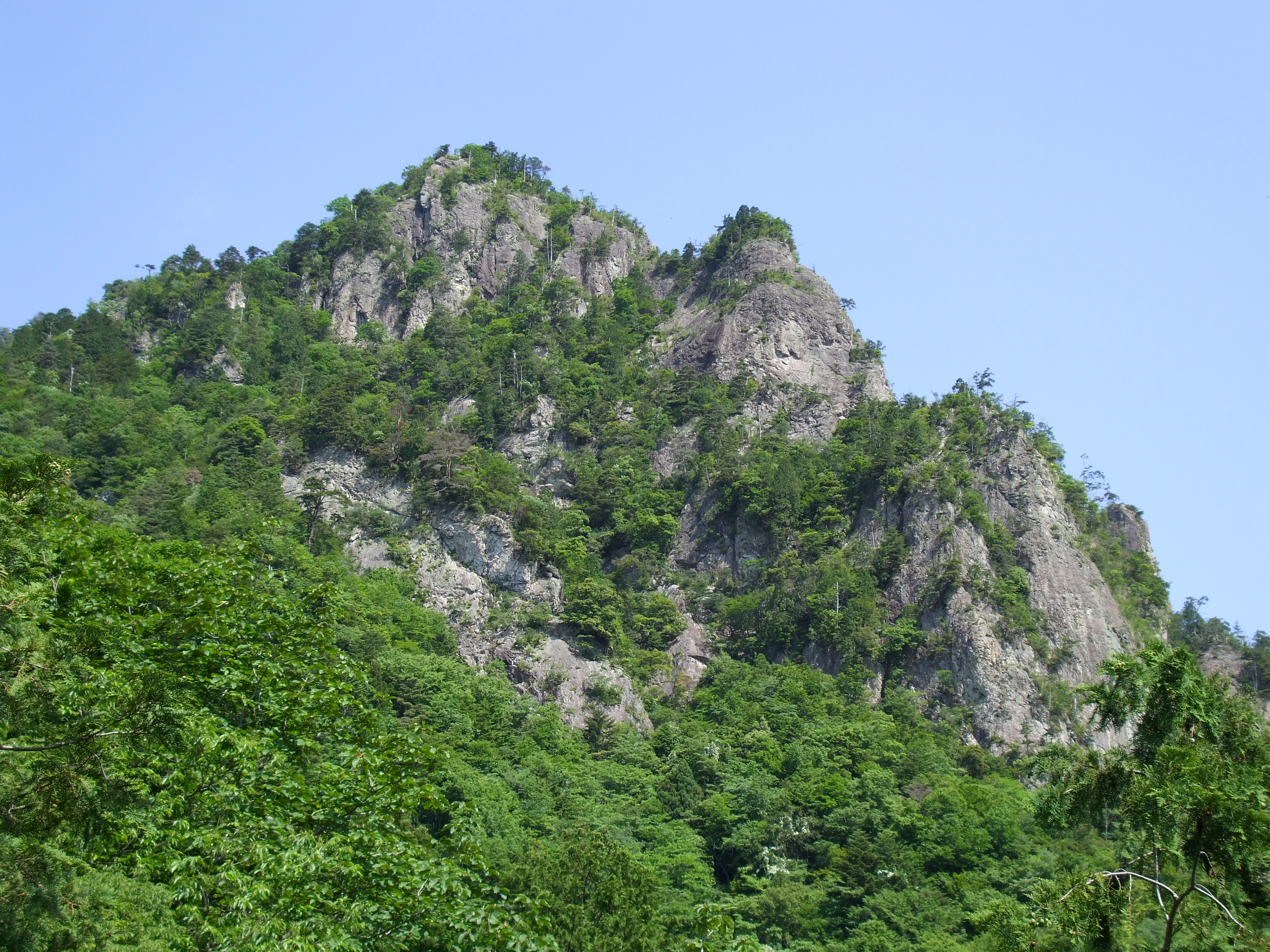
雪彦山
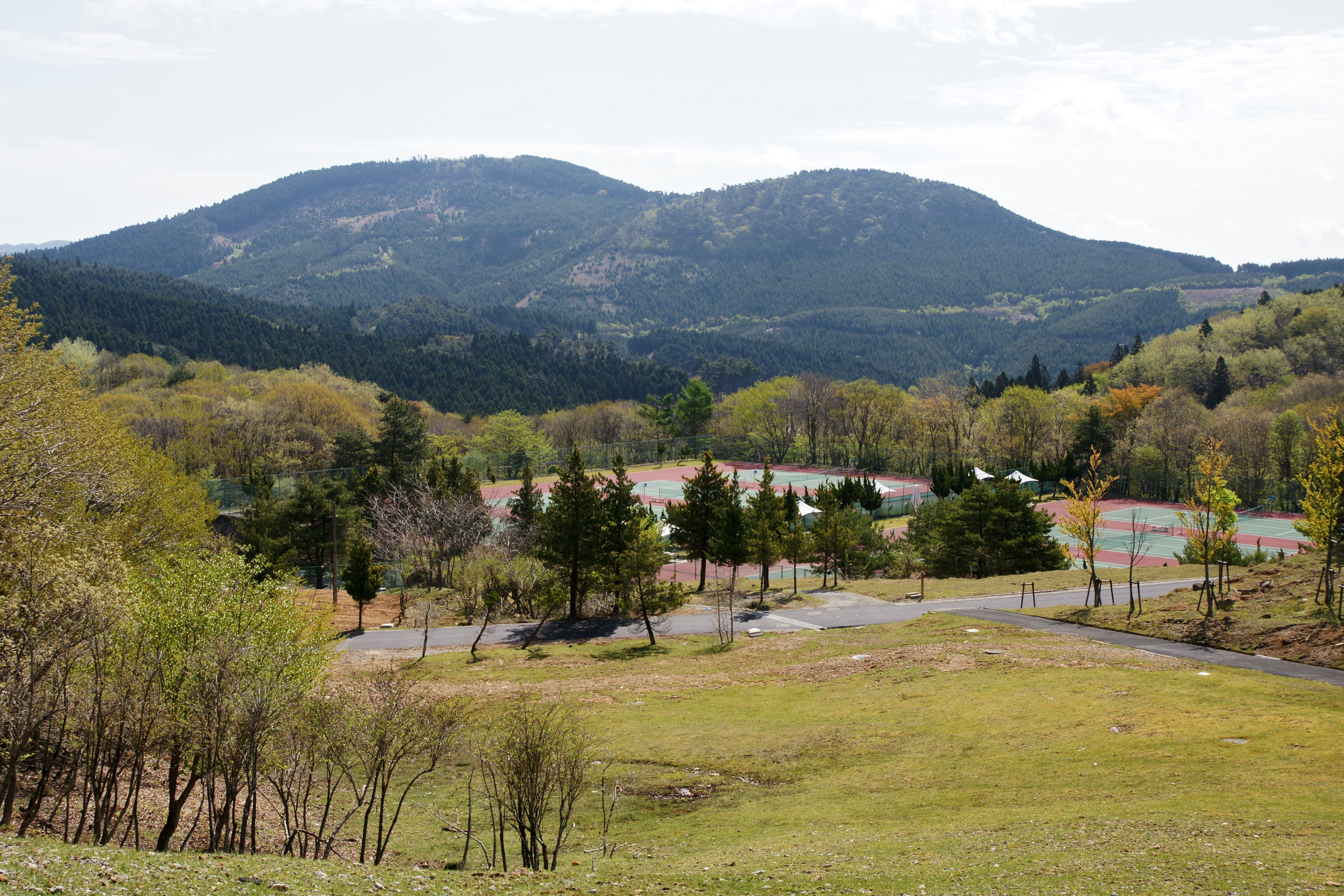
夜鷹山

### 高原
- 大河内高原 
  - 峰山高原 - 標高 900メートル。
  - 砥峰高原 - 標高 800-900メートル、面積約90ヘクタールの草原。ススキの名所
- 生野高原 - 標高 600-650メートル。生野高原カントリークラブがある。
- 千畳平 - 標高 570-580メートル。雪彦山西南麓に位置する芝生の草原

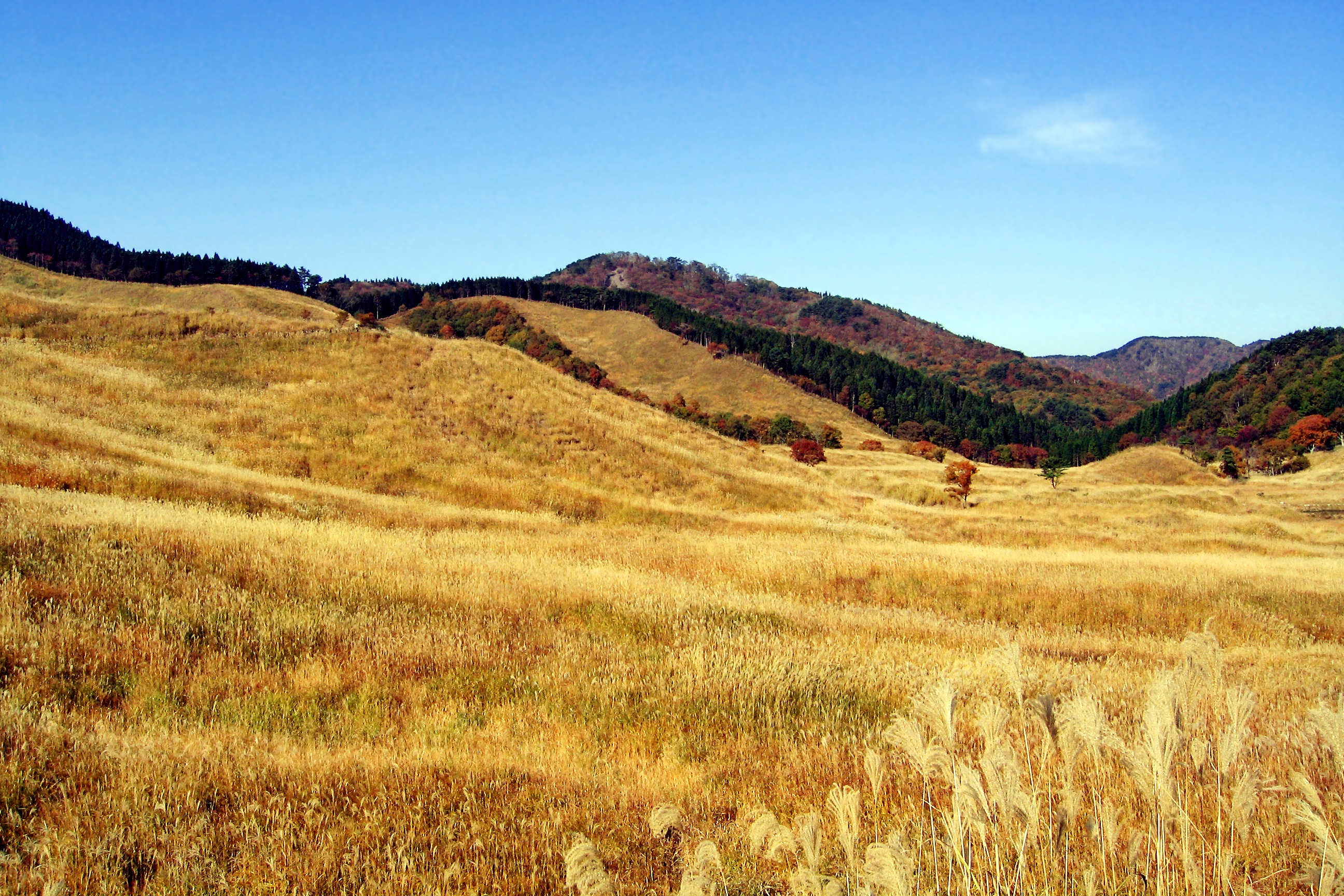
砥峰高原
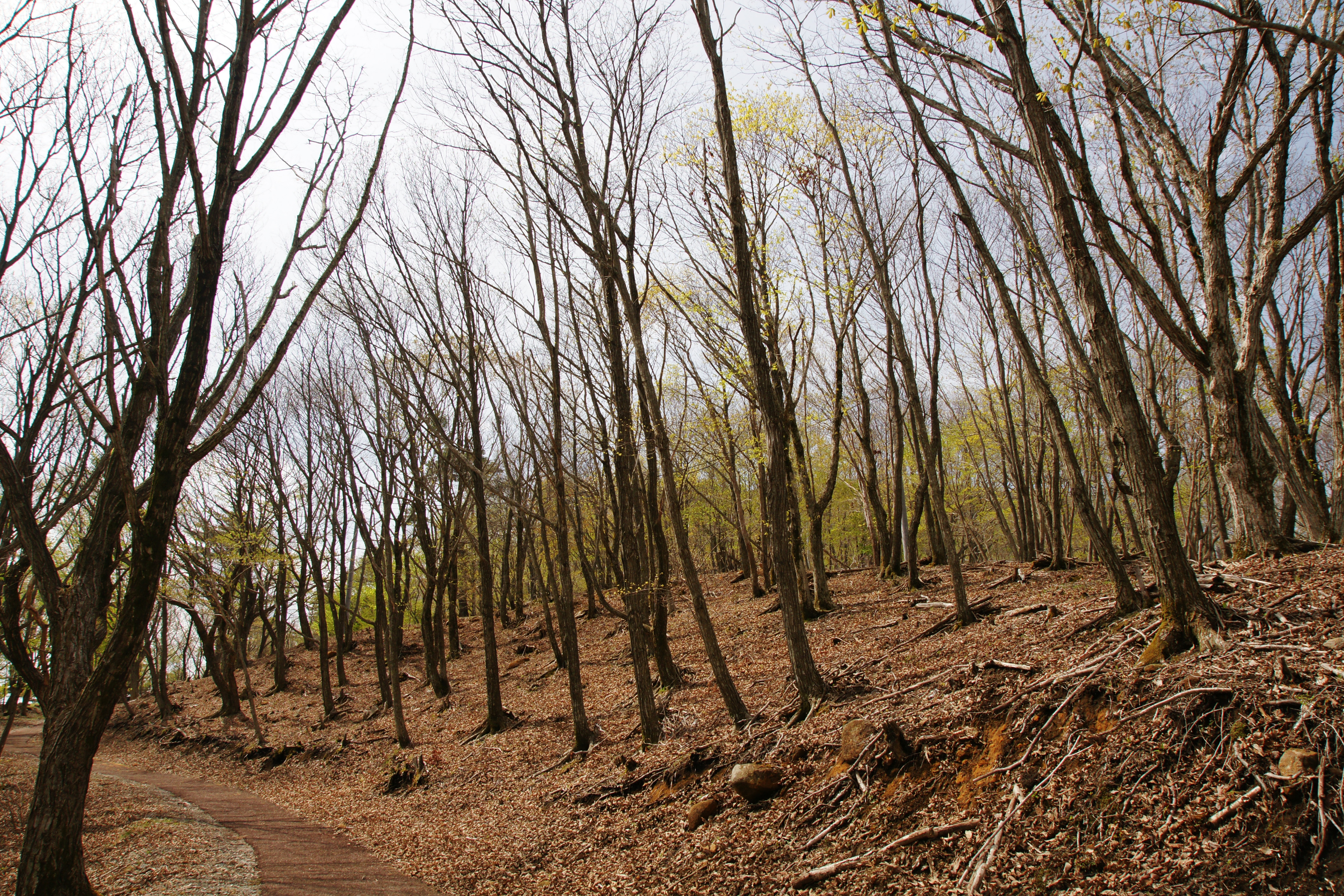
峰山高原
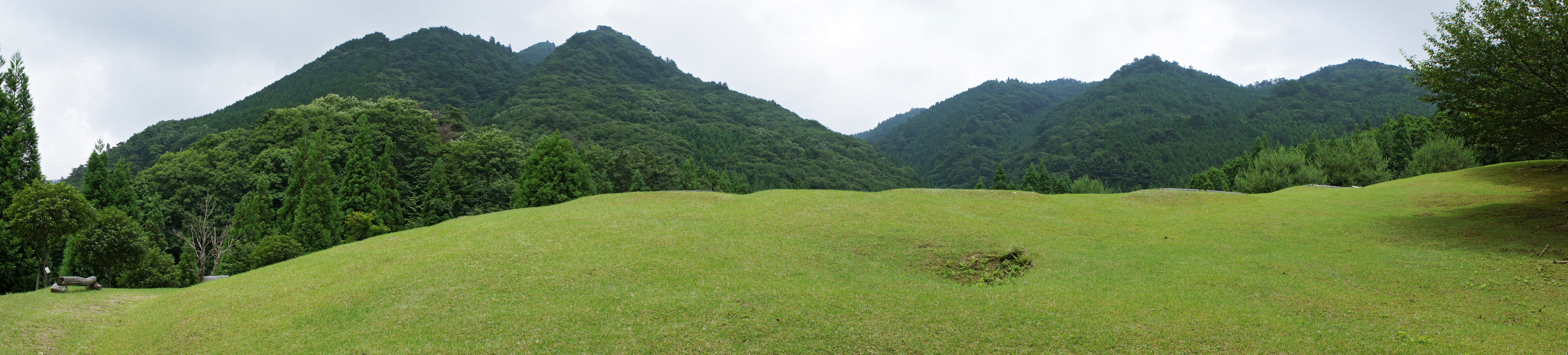
千畳平

### 渓谷・滝

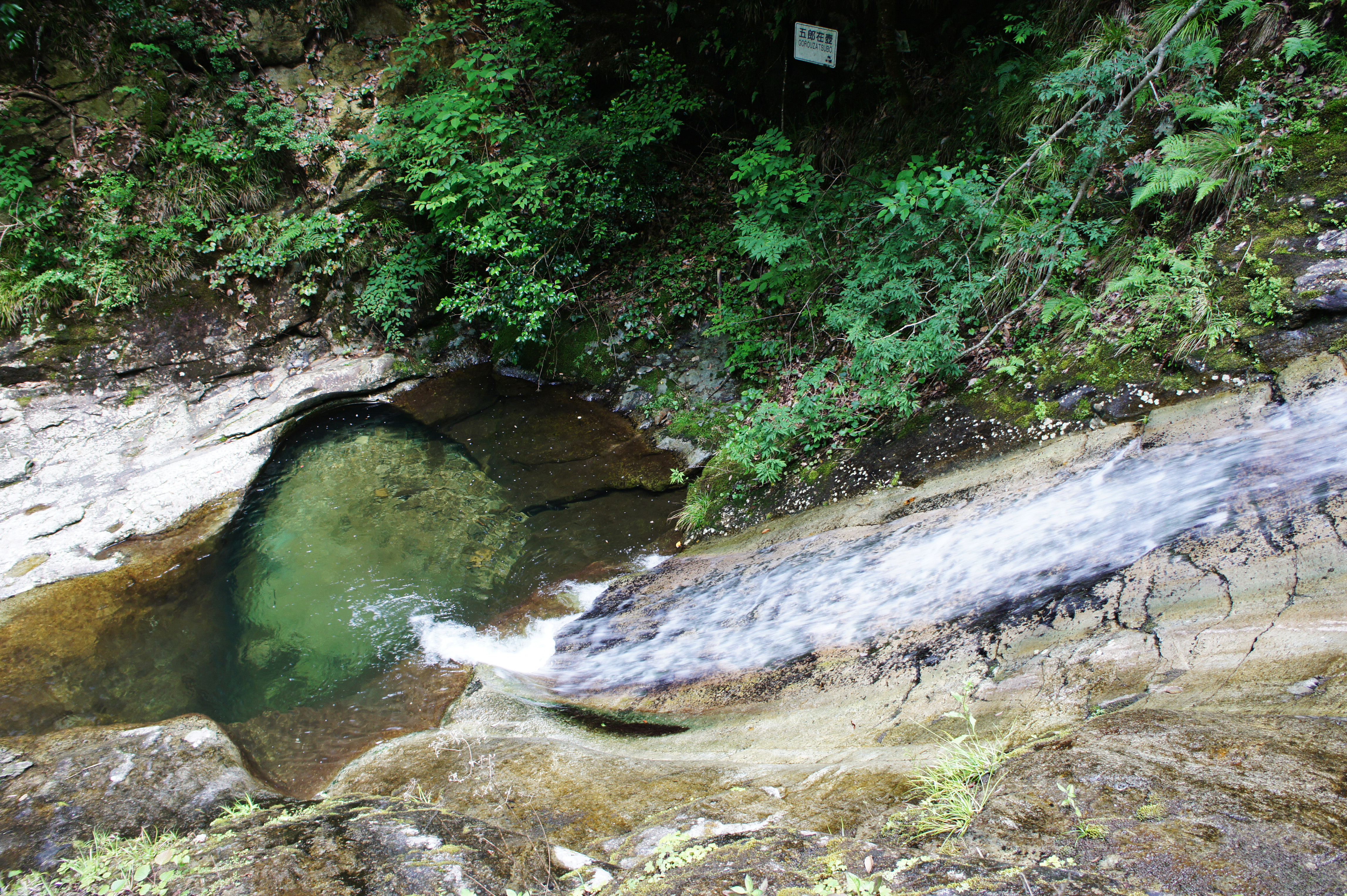
鹿ヶ壺
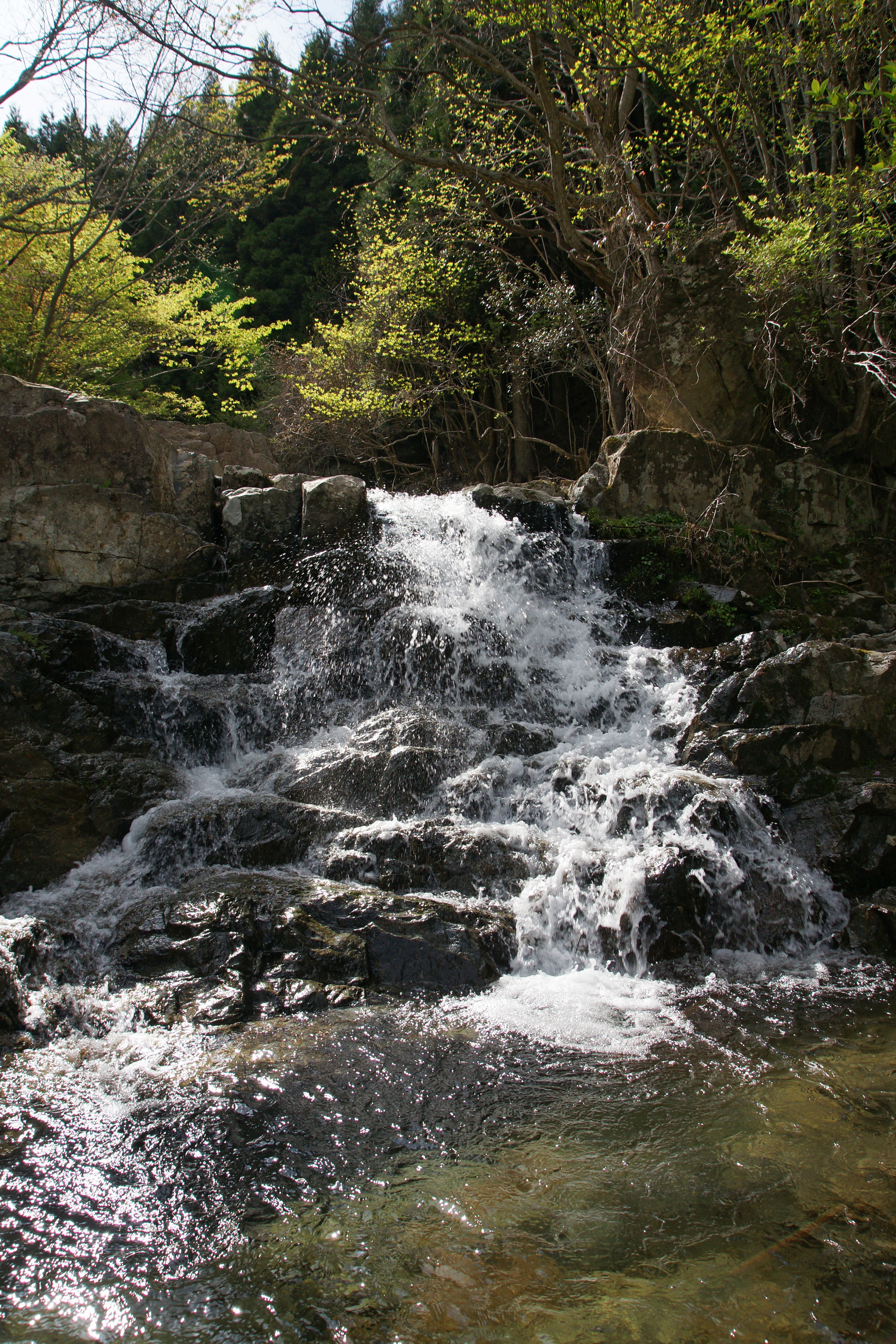
鹿ヶ壺 - 多段の滝と甌穴群
- 千畳の滝
- 三ヶ谷の滝 - 落差20メートルの直瀑
- 福知渓谷 - 標高500-600メートル
- 黒岩の滝 - 落差約20mの段瀑
- 太田池 - 標高800メートル
- 大田滝 - 落差55メートルの直瀑

- 鹿ヶ壺
- 黒岩の滝